# Skyline Airways

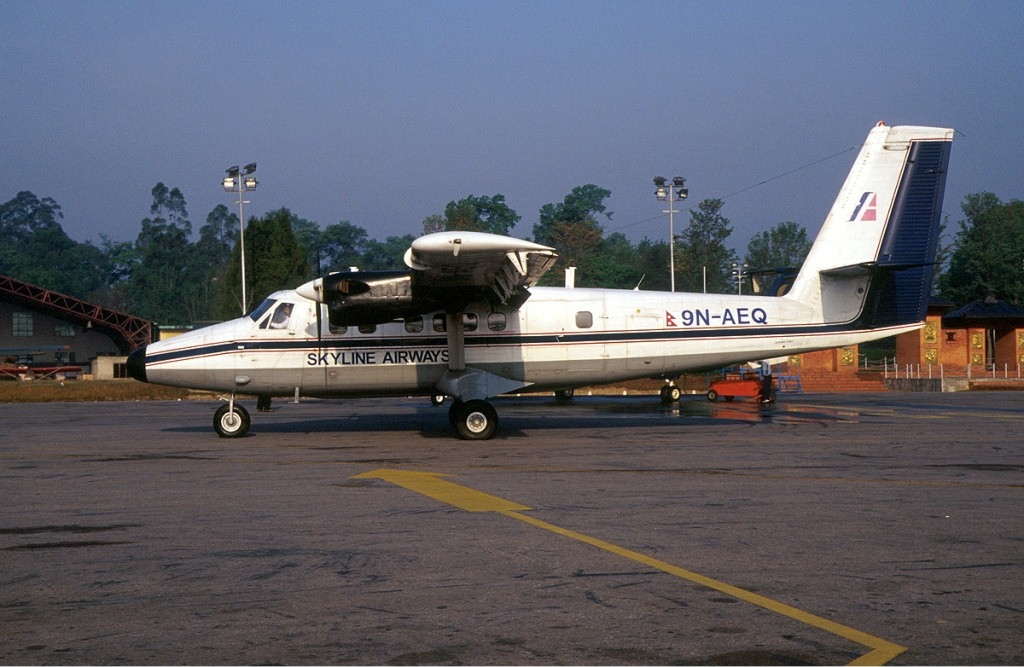
de Havilland Canada DHC-6 Twin Otter авиакомпании Skyline Airways в международном аэропорту Трибхуван, апрель 2001 года

Skyline Airways Pvt. Ltd., действовавшая как Skyline Airways, — упразднённая непальская авиакомпания со штаб-квартирой в Катманду, с 1999 по 2006 годы осуществлявшая регулярные пассажирские перевозки по аэропортам сельской местности страны, а также выполнявшая чартерные рейсы. Портом приписки перевозчика являлся международный аэропорт Трибхуван.

## Общая информация
Skyline Airways была основана в 1999 году и начала операционную деятельность 15 июля того же года с выполнения пассажирских перевозок на двух самолётах de Havilland Canada DHC-6 Twin Otter. Маршрутная сеть авиакомпании охватывала аэропорты городов Лукла, Пхаплу, Покхара, Джомсом, Бхаратпур, Румджатар и Пипара-Симара.

## Авиапроисшествия и инциденты
- 25 декабря 1999 года. Самолёт De Havilland Canada DHC-6 Twin Otter 300 (регистрационный 9N-AFL), выполнявший рейс из аэропорта Симара в международный аэропорт Трибхуван, разбился через пять минут после взлёта из Симары. На борту находились семь пассажиров и три члена экипажа, погибли все[4].
- 17 июля 2002 года. Самолёт De Havilland Canada DHC-6 Twin Otter 300 (регистрационный 9N-AGF), выполнявший в условиях штормовой погоды рейс из Джумлы в Суркнет, потерпел крушение спустя 18 минут после взлёта из Джумлы на высоте 6500 футов. Лайнер рухнул в лес, погибли все четыре человека, находившиеся на борту[5][6].